# ꟷ
Cette page contient des caractères spéciaux ou non latins. S’ils s’affichent mal (▯, ?, etc.), consultez la page d’aide Unicode.
ꟷ, appelé i épigraphique couché est une lettre additionnelle de l’alphabet latin utilisée dans des inscriptions épigraphiques latines.

## Utilisation
L’i épigraphique couché se retrouve en position finale dans des mots celtes latinisés ou des mots latins de deuxième déclinaison du génitif (déclinaison en -i) dans des inscriptions celtes du Ve et VIe siècles au pays de Galles, en Cornouaille et Devon ou sur l’Île de Man.

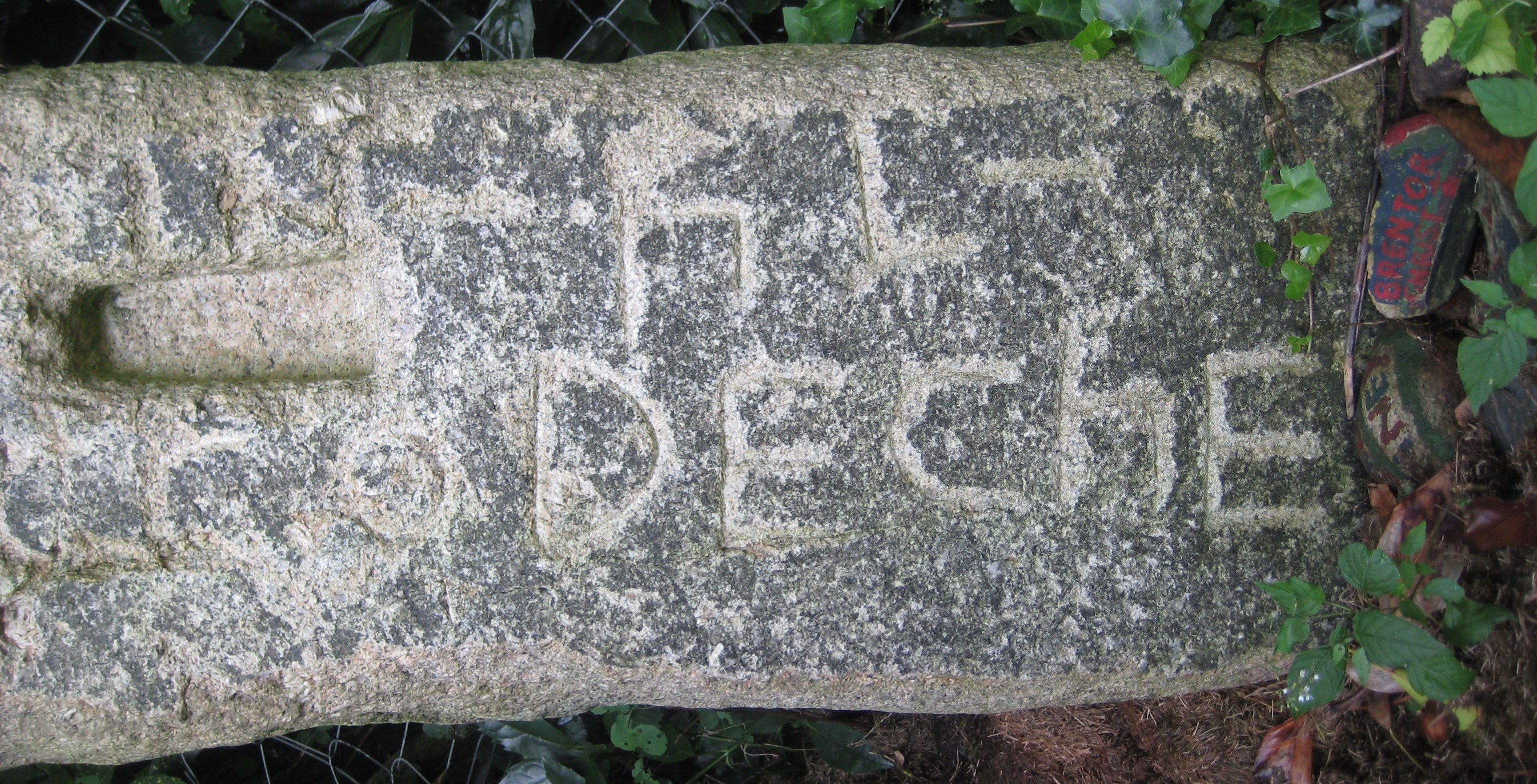
Détail de l’inscription SABINꟷ FILꟷ MACCODECHET[I] (« de Sabinus, fils de Macchodechetus ») sur une stèle à Tavistock dans le Devon, avec ꟷ dans les mots Sabini et fili.

## Représentations informatiques
L’i épigraphique couché peut être représenté avec les caractères Unicode (Alphabet phonétique international) suivants :
| formes   | représentations | chaînes de caractères | points de code | descriptions                        |
| -------- | --------------- | --------------------- | -------------- | ----------------------------------- |
| capitale | ꟷ               | ꟷ                     | U+A7F7         | lettre latine épigraphique i couché |